# Liste der Stolpersteine in Ueckermünde
Die Stolpersteine in Ueckermünde sind besondere Pflastersteine in Gehwegen, die an die Opfer der nationalsozialistischen Diktatur in der amtsfreien Hafenstadt Ueckermünde im mecklenburg-vorpommerschen Landkreis Vorpommern-Greifswald in Deutschland erinnern sollen.

## Hintergrund
Die Stolpersteine sind ein Projekt des Künstlers Gunter Demnig. Mit diesen kleinen Gedenktafeln soll an das Schicksal der Menschen erinnert werden, die während des Nationalsozialismus ermordet, deportiert, vertrieben oder in den Suizid getrieben wurden.
Die Stolpersteine sind kubische Betonsteine mit einer Kantenlänge von zehn Zentimetern, auf deren Oberseite sich eine individuell beschriftete Messingplatte befindet. Sie werden in der Regel vor den letzten frei gewählten Wohnhäusern der NS-Opfer niveaugleich in die Pflaster der Gehwege eingelassen. Mittlerweile gibt es über 100.000 Steine (Stand: Mai 2023) nicht nur in Deutschland, sondern auch in 29 weiteren europäischen Ländern. Die Stolpersteine sind das größte dezentrale Mahnmal der Welt.
Die ersten Stolpersteine in Ueckermünde wurden am 28. März 2010 auf Initiative von Schülern des Greifen-Gymnasiums an drei Adressen verlegt. Am Standort der ehemaligen Synagoge in der Töpferstraße 17 wurde im Januar 2018 eine Informationstafel über die jüdische Geschichte und das Schicksal einiger der Opfer aufgestellt. Seit dem Jahr 2015 findet jährlich am Tag des Gedenkens an die Opfer des Holocaust am 27. Januar der „Marsch des Lebens“ entlang der Stolpersteine statt.

## Verlegte Stolpersteine
| Bild               | Person, Inschrift | Adresse           | Verlegedatum  | Anmerkung |
| ------------------ | --- | ----------------- | ------------- | --- |
| Elisabeth Glaser   | HIER WOHNTE ELISABETH 'LILLY' GLASER GEB. TILSEN JG. 1888 GEDEMÜTIGT / ENTRECHTET MIT HILFE ÜBERLEBT                                                | Haffstraße 1b ·   | 17. Sep. 2020 | |
| Hans Glaser        | HIER WOHNTE DR. HANS GLASER JG. 1889 ZWANGSPENSIONIERT 1933 1933 SEIT 1938 'KRANKENBEHANDLER' KRANKENHAUSBEHANDLUNG VON SS VERWEIGERT TOD 18.9.1943 | Haffstraße 1b ·   | 17. Sep. 2020 | Bis 1933 arbeitete Hans Glaser in Stettin als Beamter und kam nach seiner Zwangspensionierung nach Ueckermünde, wo er dann als Arzt tätig war. Mit der „Gerichtsverordnung zum Reichsbürgergesetz“ vom 25. Juli 1938 wurden ihm und allen anderen Ärzten jüdischer Herkunft die Approbation entzogen. Als „Krankenbehandler“ durfte er seinen Beruf zwar weiter ausüben, aber nur noch zur Behandlung jüdischer Bürger. Als er 1943 an einem Emphysem operiert wurde, blieben ihm seitens der SS der Krankenhausaufenthalt sowie die anschließend nötige Pflege versagt. Hans Glaser starb am 18. September 1843 an den Folgen der Operation bzw. der nicht erfolgten Pflege. |
| Horst Glaser       | HIER WOHNTE HORST GLASER JG. 1919 VERHAFTET ZWANGSARBEIT IM BERGWERK BEFREIT                                                                        | Haffstraße 1b ·   | 17. Sep. 2020 | Horst Glaser musste nach seiner Verhaftung Zwangsarbeit in einer Mine verrichten. |
| Ruth Glaser        | HIER WOHNTE RUTH GLASER JG. 1920 FLUCHT 1939 ENGLAND                                                                                                | Haffstraße 1b ·   | 17. Sep. 2020 | Ruth Glaser (geb. 1920) konnte 1939 nach England auswandern. |
| August Senger      | HIER WOHNTE AUGUST SENGER JG. 1865 DEPORTIERT 1942 TOT IN THERESIENSTADT                                                                            | Töpferstraße 28 · | 28. März 2010 | August Senger wurde am 1. August 1965 in Ueckermünde geboren. In der Reichspogromnacht im November 1938 wurde August Senger aus seiner Wohnung geholt und musste unter Spott und Hohn am Schlosshof aus der Thora vorlesen. Am 27. August 1942 wurde er in das Ghetto Theresienstadt deportiert und starb dort. |
| Margarete Simon    | HIER WOHNTE MARGARETE SIMON GEB. POLAJEWER VERW. RUSCHIN JG. 1892 DEPORTIERT 1943 ERMORDET IN AUSCHWITZ FÜR TOT ERKLÄRT                             | Ueckerstraße 65 · | 28. März 2010 | Margarete Simon wurde am 1. Januar 1892 als Margarete Polajewer in Skrzetusz (deutsch Schrotthaus) geboren. Sie war verwitwet und in zweiter Ehe mit Julius Simon verheiratet. Die jüdische Geschäftsfrau Margarete Simon lebte bis 1936 in Ueckermünde. Danach zog sie mit ihrem Mann nach Berlin, von wo die beiden mit dem 27. Berliner Transport am 29. Januar 1943 in das Vernichtungslager Auschwitz deportiert und ermordet wurden. |
| Julius Simon       | HIER WOHNTE JULIUS SIMON JG. 1886 DEPORTIERT 1943 ERMORDET IN AUSCHWITZ                                                                             | Ueckerstraße 65 · | 28. März 2010 | Julius Simon wurde am 16. Oktober 1886 in Miłakowo (deutsch Liebstadt) geboren. Er war mit Margarete Simon verheiratet und zog 1936 mit seiner Frau nach Berlin, von wo die beiden mit dem 27. Berliner Transport am 29. Januar 1943 in das KZ Auschwitz deportiert und dort ermordet wurden. |
| Alfred Ruschin     | HIER WOHNTE ALFRED RUSCHIN JG. 1923 FLUCHT 1939 CHILE ÜBERLEBT                                                                                      | Ueckerstraße 65 · | 28. März 2010 | |
| Adolf Ruschin      | HIER WOHNTE ADOLF RUSCHIN JG. 1893 DEPORTIERT 19.10.1942 RIGA ERMORDET 22.10.1942                                                                   | Ueckerstraße 65 · | 28. März 2010 | Adolf Ruschin wurde am 22. Oktober 1893 in Ritschenwalde (poln. Ryczywół) geboren. Vor seiner Deportation in das KZ Riga-Kaiserwald lebte Ruschin in der Dahlmannstraße 42 in Berlin-Charlottenburg. Er wurde am 22. Oktober 1942 ermordet, an seinem Geburtstag. |
| Philipp Daus       | HIER WOHNTE PHILIPP DAUS JG. 1870 DEPORTIERT 24.9.1942 THERESIENSTADT TOT 19.10.1942                                                                | Ueckerstraße 76 · | 28. März 2010 | Philipp Israel Daus wurde am 1. März 1870 in Szamocin geboren. Zuletzt wohnte der Schneider in der Düsseldorfer Straße 14 in Berlin-Wilmersdorf. Er kam mit dem Transport I/69, Nr. 8022 am 24. September 1942 von Berlin nach Theresienstadt. Er starb dort am 19. Oktober 1942. |
| Norbert Ritterband | HIER WOHNTE NORBERT RITTERBAND JG. 1904 FLUCHT 1941 USA                                                                                             | Wallstraße 17 ·   | 26. Jan. 2023 | |
| Emmy Ritterband    | HIER WOHNTE EMMY RITTERBAND JG. 1906 FLUCHT 1936 PALÄSTINA                                                                                          | Wallstraße 17 ·   | 26. Jan. 2023 | |
| Julius Ritterband  | HIER WOHNTE JULIUS RITTERBAND JG. 1908 FLUCHT 1936 PALÄSTINA                                                                                        | Wallstraße 17 ·   | 26. Jan. 2023 | |
| Margot Ritterband  | HIER WOHNTE MARGOT RITTERBAND JG. 1913 FLUCHT 1936 PALÄSTINA                                                                                        | Wallstraße 17 ·   | 26. Jan. 2023 | |